# Eidinemacheilus smithi
Eidinemacheilus smithi е вид лъчеперка от семейство Nemacheilidae. Видът е световно застрашен, със статут Уязвим.

## Разпространение
Разпространен е в Иран.